# Gondol
För andra betydelser, se Gondol (olika betydelser).

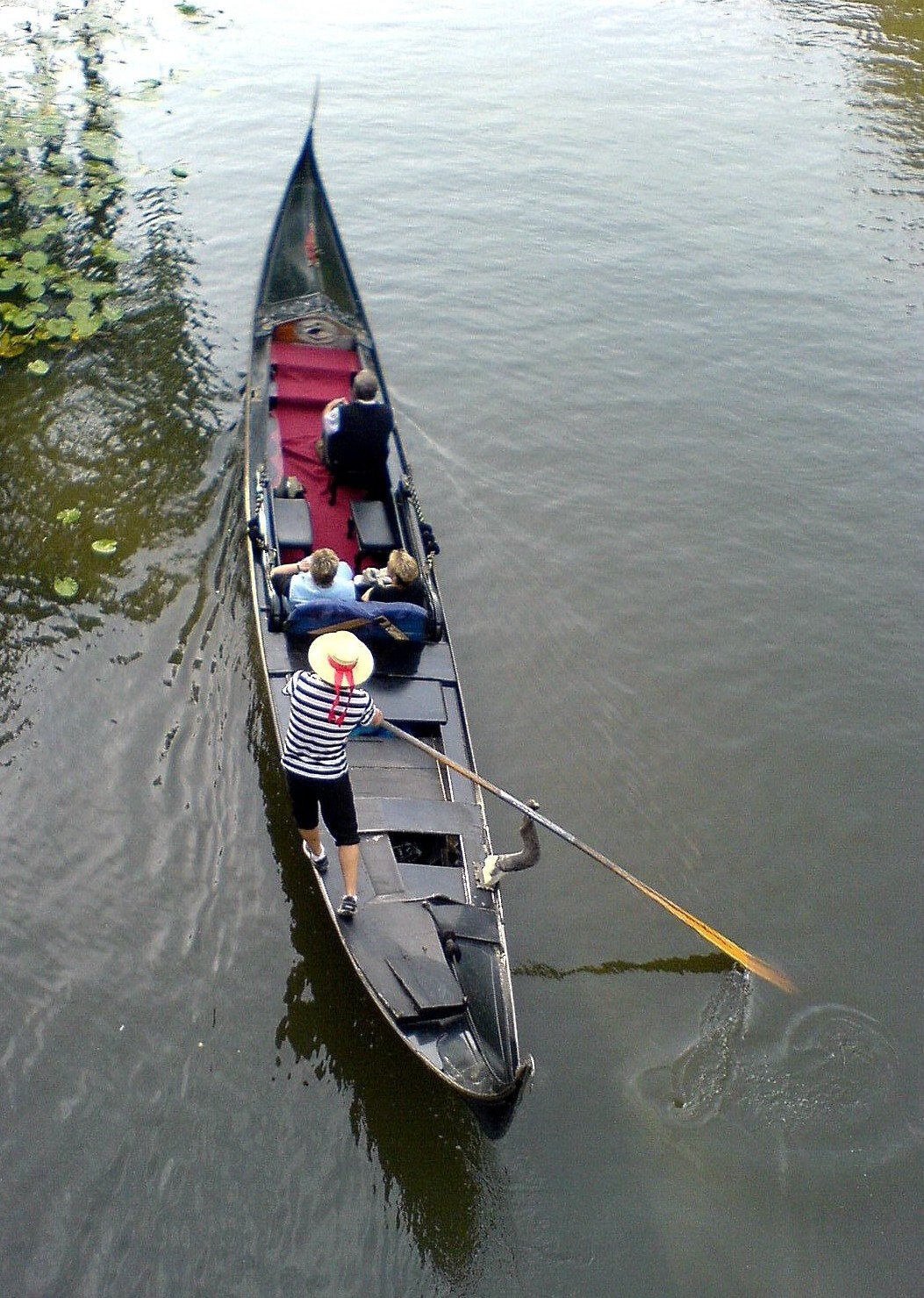
Gondoljär vrickar gondolen under färd.

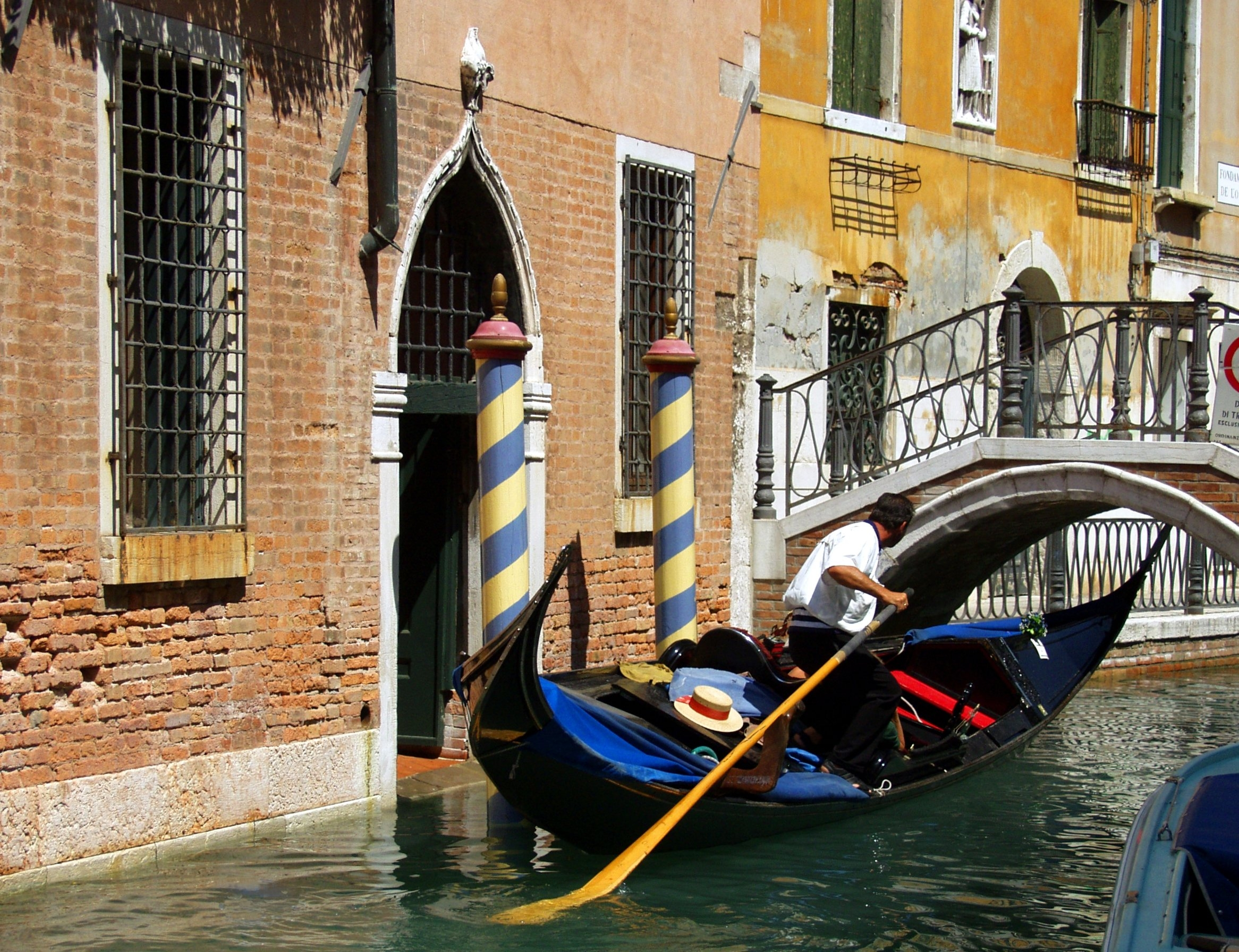
Gondol vid färd under en av Venedigs broar.

En gondol är en långsmal flatbottnad venetiansk båt som framförs av en gondoljär. Denne får gondolen att förflytta sig genom vattnet, via vrickningar med en åra akterut.

## Beskrivning
Gondoler kan ha en totallängd på upp till 9 meter, vara 1,2 meter bred och 0,4 meter djup. De används för passagerartrafik på kanalerna i Venedig. De tidiga gondolerna var lyxigt inredda och kunde även ha en kabin (felze) för två till sex passagerare. Gondolen lär ha funnits från tidig medeltid och omnämns första gången i en text från 1094. Gondolerna har först senare fått det ett enhetligt utseende och den svarta färg som föreskrivs i en medeltida lag.
Gondolen har ett polerat metallbeslag monterat i förstäven, en symbol för en bila (ferro di prua), (som också återfanns i dogens huvudbonad), som sedermera utvecklats till en symbol för Venedig. Under bilan finns vanligtvis sex utskott, som symboliserar stadsdelarna i det historiska Venedig. Årtullens gaffelbeslag (forcola) har en konisk fyrkantig ände som är nedstucken i ett motsvarande hål (trincarino) i relingen akterut på högra sidan. Här lägger gondoljären sin långa åra (rèmo) för vrickning och manövrering av gondolen. Gondolens asymmetriska konstruktion underlättar för gondoljären att hålla rak kurs. Gondoler kan vara rikt utsmyckade på fördäcket och sittbänkarna för passagerare.

## Byggnadssätt
En gondol är byggd av flera träslag, som beroende av virkets vikt, lagringstid och fuktkvot passar till de olika specifika detaljerna i båten. Ek används till de båda övre bordgångarna samt för spant och övrig stomme. Botten byggs av lärk, vilket också kan ingå i för- och akterdäck om dessa inte byggs i mahogny. Lärk är virket till båtens sidor mellan vattenlinjen och de båda översta borden. Valnöt eller körsbär används till båtens tofter och bänkar, och för den snedställda plattformen på akterdäck för gondoljären att stå på vid vrickning. Alm används till durkar, lind för utsmyckning på förstäven, årorna tillverkas av bok och forcolan är av valnötsrot.
År 2005 fanns det fyra traditionella gondolvarv i Venedig. Forcolan tillverkas också som souvenir. Det byggs en del gondoler med modernare metoder i faner och plywood. På 1800-talet fanns det tusentals gondoler i Venedig och de var det snabbaste (och ofta enda) sättet att ta sig fram i staden som har kanaler som transportsystem. I dag finns det något hundratal gondoler som mest används för transport av turister. Moderna taxibåtar och andra passagerarbåtar har tagit över personbefordran i Venedigs kanalsystem. Ett fåtal finns som privata farkoster för sitt historiska värde, och för olika tillställningar, som till exempel bröllop.

## Gondoljär
Gondoljärerna känns lätt igen på sina hattar, randiga tröjor och mörka byxor. De finns utspridda över stora delar av staden, men främst i de centrala delarna där de flesta turisterna rör sig. Att åka gondol är en av Venedigs största turistattraktioner. Det finns sällan fasta priser för att åka gondol, utan man kommer muntligen överens med gondoljären om ett pris. Ett riktmärke kan vara att en tur på ca 40 minuter kostar 80 Euro (juli 2011), men det är inte ovanligt att gondoljärens utgångspris ligger betydligt högre. Man kan även välja att åka på lite längre turer för att se mer av staden, men då kostar det ca 120 - 200 Euro.
Att vara gondoljär har varit ett mansdominerat yrke. Därför är den 2 april 2007 ett datum som venetianerna inte kommer glömma. Då lyckades en kvinna ändra på lagen som var orsaken till att yrket gondoljär är mansdominerat.
Gondoljärernas kunskaper har gått i arv från far till son. Att utbilda sig till gondoljär är inte enkelt, eftersom båtarna är mycket svårstyrda. Det kan ta mellan två och sex år att lära sig att styra en gondol riktigt. Blivande gondoljärer studerar även Venedigs historia, service samt grundläggande kunskaper i flera språk, såsom engelska, spanska och franska.

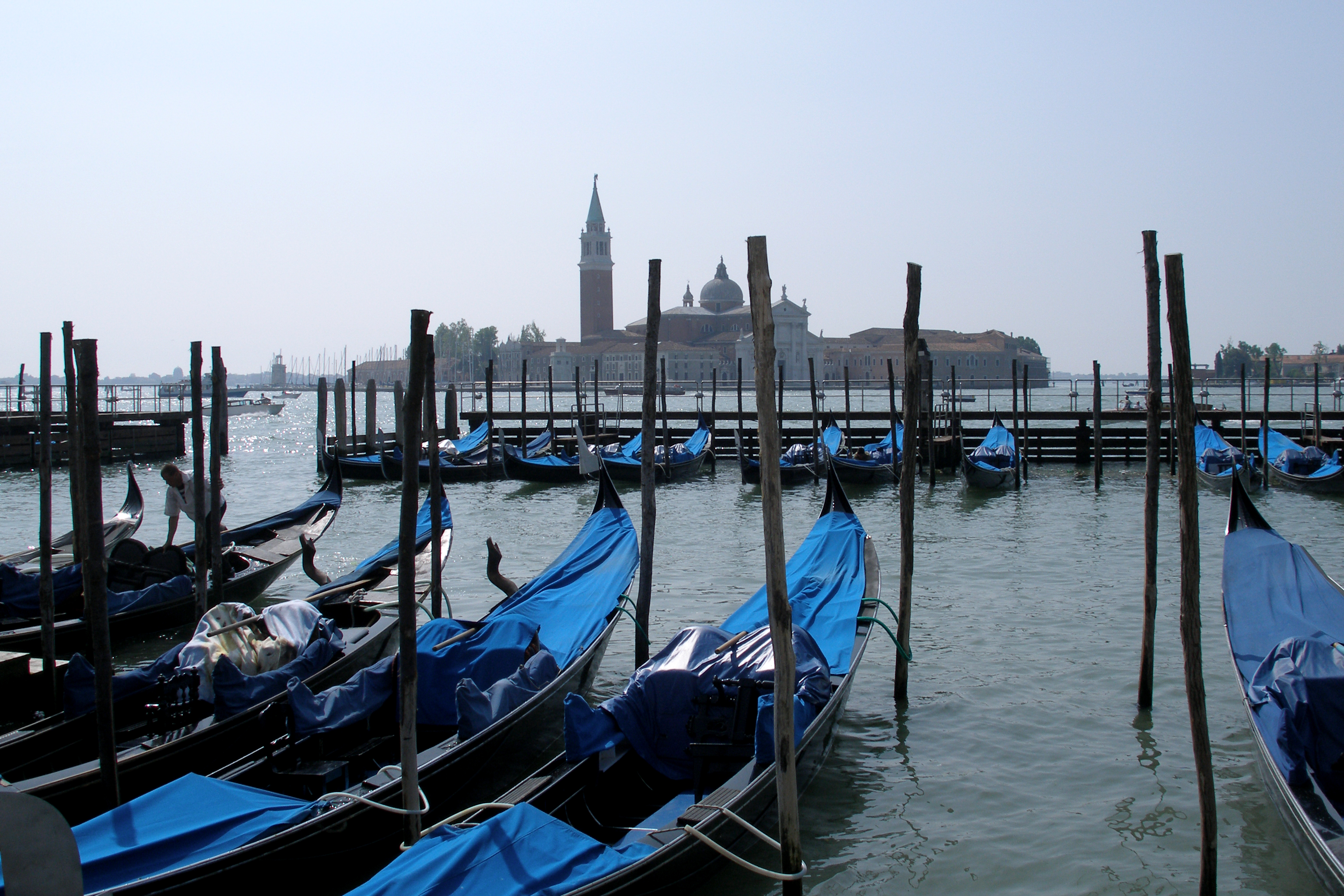
Gondolens exteriör med stävbeslaget synligt, och inredningen för passageraren skymtar i bakgrunden.
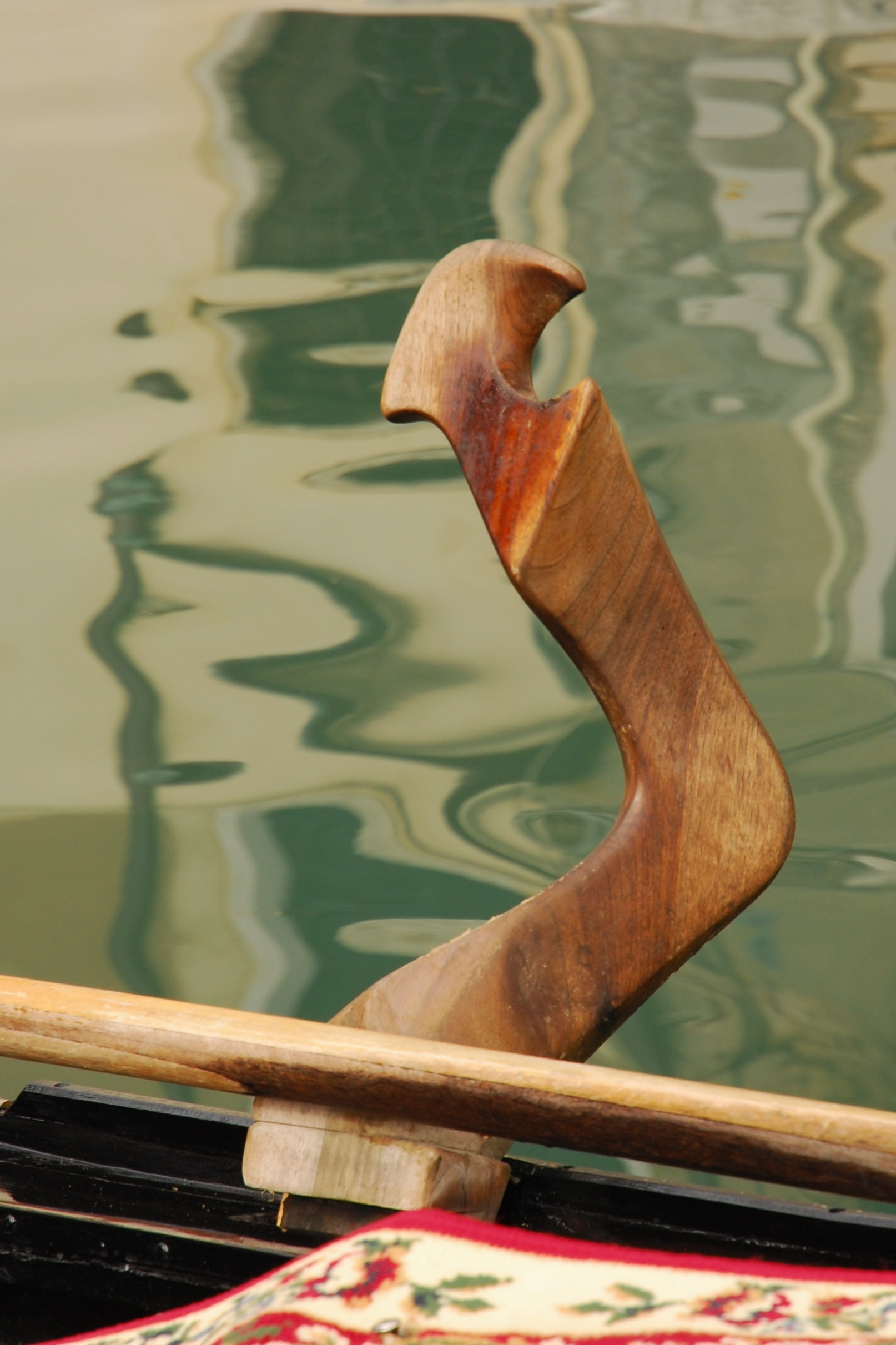
Forcola i valnötsrot.
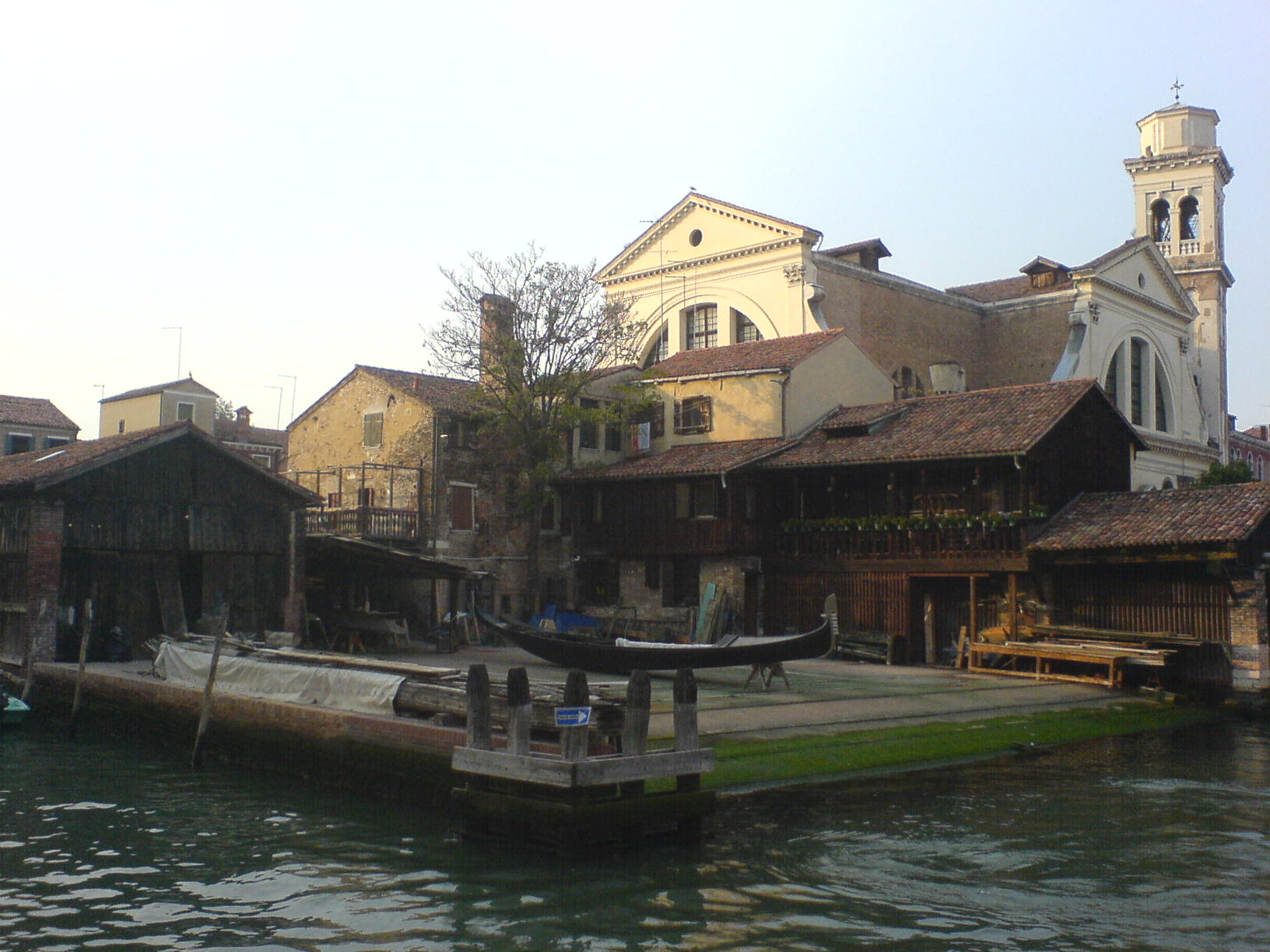
Gondolvarv i San Trovaso.
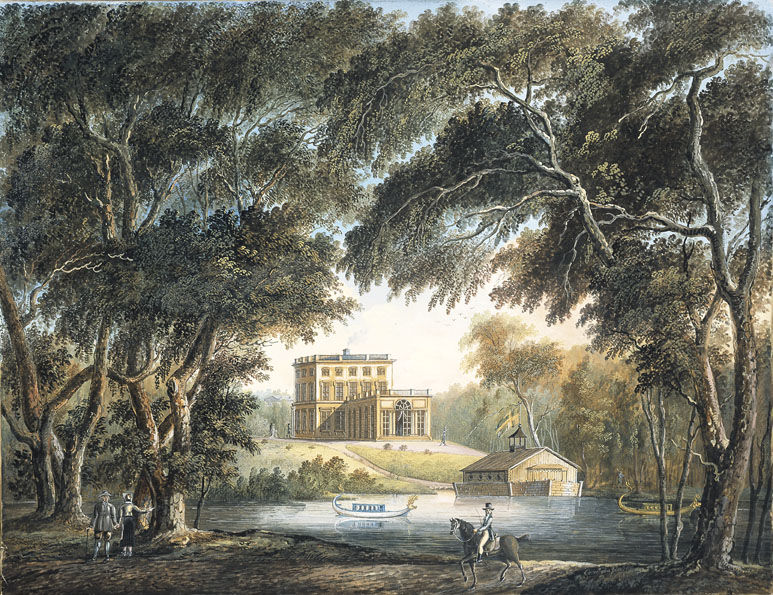
Två gondoler nedanför Gustav III:s paviljong 1811, av Axel Fredrik Cederholm.